# 田島俊樹
田島 俊樹（たじま としき、1948年1月18日 - ）は、日本の物理学者。独立行政法人日本原子力研究開発機構・関西光科学研究所の元所長。レーザー粒子加速器の世界的権威。カリフォルニア大学アーバイン校教授。千葉大学名誉教授の田島正樹は弟。
愛知県尾張旭市出身。1971年東京大学理学部卒業、1975年カリフォルニア大学アーバイン校理学部物理学科博士課程修了。

## 受賞歴
- 2006年 仁科記念賞
- 2019年 アメリカ物理学会よりロバート・R・ウィルソン賞
- 2019年 欧州物理学会よりハンス・アルヴェーン賞（英語版）[4]
- 2020年 チャールズ・ハード・タウンズ賞